# Brampton-Centre
Pour les articles homonymes, voir Brampton.
Circonscription électorale fédérale du Canada
Brampton-Centre ((en) Brampton Centre) est une circonscription électorale fédérale de l'Ontario depuis 2015. La circonscription est aussi représentée de 1997 à 2004.
La circonscription de Brampton-Centre est créée en 1996 d'une partie de Brampton. Abolie en 2003, elle est redistribuée parmi Brampton-Ouest et Brampton—Springdale. Lors du redécoupage de 2012, la circonscription réapparait avec des parties de Bramalea—Gore—Malton, Brampton—Springdale et de Mississauga—Brampton-Sud.
Les circonscriptions limitrophes sont Brampton-Est, Brampton-Nord, Brampton-Sud et Mississauga—Malton.

## Géographie
En 1996, la circonscription de Brampton-Centre comprenait:
- Une partie de la cité de Brampton

## Députés
| Législature                                                                                    | Années                            | Député                            | Député                            | Parti                             |
| Brampton-Centre issue de Brampton                                                              | Brampton-Centre issue de Brampton | Brampton-Centre issue de Brampton | Brampton-Centre issue de Brampton | Brampton-Centre issue de Brampton |
| ---------------------------------------------------------------------------------------------- | --------------------------------- | --------------------------------- | --------------------------------- | --------------------------------- |
| 36e                                                                                            | 1997–2000                         |                                   | Sarkis Assadourian                | Libéral                           |
| 37e                                                                                            | 2000–2004                         |                                   | Sarkis Assadourian                | Libéral                           |
| Redistribuée parmi Brampton—Springdale et Brampton-Ouest                                       |                                   |                                   |                                   |                                   |
| Circonscription issue de Bramalea—Gore—Malton, Brampton—Springdale et Mississauga—Brampton-Sud |                                   |                                   |                                   |                                   |
| 42e                                                                                            | 2015–2019                         |                                   | Ramesh Sangha                     | Libéral                           |
| 43e                                                                                            | 2019–2021                         |                                   | Ramesh Sangha                     | Libéral                           |
| 43e                                                                                            | 2021-2021                         |                                   | Ramesh Sangha                     | Indépendant                       |
| 44e                                                                                            | 2021–2025                         |                                   | Shafqat Ali                       | Libéral                           |
| 45e                                                                                            | 2025–en cours                     |                                   | Amandeep Sodhi                    | Libérale                          |

## Résultats électoraux
Depuis 2015
1997-2004

## Circonscription provinciale
Depuis les élections provinciales ontariennes du 4 octobre 2007, l'ensemble des circonscriptions provinciales et des circonscriptions fédérales sont identiques.